# Chiasmocleis carvalhoi
Chiasmocleis carvalhoi es una especie de anfibio anuro de la familia Microhylidae. Se encuentra en las selvas amazónicas del sur de Colombia, nordeste de Perú y, posiblemente también en Brasil. Se reproduce en las axilas de bromelias. Es una especie terrestre.